# Pseudaspidoproctus fortis
Pseudaspidoproctus fortis är en insektsart som först beskrevs av Cockerell 1901.  Pseudaspidoproctus fortis ingår i släktet Pseudaspidoproctus och familjen pärlsköldlöss. Inga underarter finns listade i Catalogue of Life.